# Strandsenapvivel
Strandsenapvivel (Ceutorhynchus scapularis) är en skalbaggsart som beskrevs av Leonard Gyllenhaal 1837. Strandsenapvivel ingår i släktet Ceutorhynchus, och familjen vivlar. Enligt den svenska rödlistan är arten sårbar i Sverige. Arten förekommer i Götaland och Övre Norrland. Artens livsmiljö är våtmarker, jordbrukslandskap.